# Lucie Azema
Pour les articles homonymes, voir Azéma.
Lucie Azema, née en 1989, est journaliste, voyageuse au long cours, féministe de nationalité française. Elle questionne la vision masculine de l'aventure et du récit de voyage.

## Biographie
Lucie Azema naît en 1989 dans une famille qui n'est pas particulièrement voyageuse ; mais elle lit assidument Jules Verne ou Alexandra David-Néel. En 2011, Lucie Azema part étudier à Beyrouth. Après avoir vécu en Inde où elle tient un blog sur Courrier international expat',, au Liban, en Turquie, elle s'installe en 2017 en Iran,.
En 2021, elle publie Les femmes aussi sont du voyage, livre qu'elle aurait elle-même voulu lire. Dans cet essai, elle propose le voyage comme facteur d'émancipation pour les femmes à qui l'on fait craindre des dangers statistiquement moins nombreux que dans leur foyer,. Elle propose un nouveau sens au syndrome de Pénélope, pour elle une figure de la femme qui attend ou qui n'est pas active dans le voyage,. Elle y déconstruit la vision masculine du voyage,,. Elle montre que le récit du monde s’est écrit entre hommes, la plupart du temps occidentaux. Le voyageur ou l'aventurier érotise l'ailleurs dans un rapport inégalitaire, dominant et colonialiste,,. Elle montre comment les voyageuses au long cours ont été invisibilisées,. Ella Maillart, Alexandra David-Néel, Annemarie Schwarzenbach, Isabelle Eberhardt ont, elles aussi, parcouru le monde et raconté leurs aventures. Lucie Azema, s’attaque à l’imaginaire collectif de l'aventurier dans son ouvrage.
Macha Séry, journaliste au Monde, écrit que l’essai de Lucie Azema, fera date par son étude critique du genre littéraire (le récit de voyage). Il est le coup de cœur de la rédaction de Ouest France et de Télérama. Le livre est proposé au programme « Invitation au voyage... » de BTS en France en 2022.

## Publications
- Les femmes aussi sont du voyage. L'émancipation par le départ, Paris, Flammarion, 2021, 286 p. (ISBN 978-2080208613) et sa traduction en italien : (it) Lucie Azema (trad. Nunzia De Palma), Donne in viaggio, Tlon, coll. « Numeri primi », juin 2022 (ISBN 9788831498821)
- L'usage du thé, Flammarion, 2022, 240 p. (ISBN 2080264567, EAN 9782080264565)
- Nous avons besoin d'un ailleurs qui n'existe pas, Allary Éditions, 2024, 208 p. (ISBN 978-2-37073-502-7)